# ドルジェ・ツェリン
ドルジェ・ツェリン（チベット文字：རྡོ་རྗེ་ཚེ་རིང་; ワイリー方式：rdo rje tshe ring、漢字表記：多吉才譲、中国語簡体字：多吉才让、1939年11月 - ）は、中華人民共和国のチベット族政治家。1980年代後半のチベット自治区人民政府主席。在職は1985年より1990年。

## 略歴
1939年に甘粛省夏河県で生まれる。1960年10月に中国共産党に入党。1983年にチベット自治区人民政府副主席に任命され、1985年に党委員会副主席となる。1986年にチベット自治区人民政府主席に就任。1993年に第8期全国人民代表大会第1会議にて民生部部長に任命され、チベット族で初めての部長級（日本の次官級にあたる）人材となった。1998年に中国国際減災十年委員会（現在の中国国家防災減災救済委員会）副主任、2000年に同主任に就任。
| スタブアイコン | サブスタブ | この項目は、まだ閲覧者の調べものの参照としては役立たない、人物に関連した書きかけの項目です。この項目を加筆・訂正などしてくださる協力者を求めています（P:人物伝/PJ:人物伝）。 |